# Rezervația naturală Qurm
Rezervația naturală Qurm sau Qurum este o rezervație naturală națională din guvernoratul Muscat⁠(d), Oman. Situată pe coasta Golfului Oman, rezervația a fost instituită pentru protecția unei mangrove și a zonei umede adiacente dintr-un mic estuar situat în zona urbană Qurm⁠(d). A fost înființată în 1975 și a fost desemnată ca arie specială aviafaunistică⁠(d) în 1994 și sit Ramsar⁠(d) în 2013.

## Caracteristici geografice
Aria protejată Qurm este o rezervație naturală de tip zonă umedă, situată de-a lungul litoralului în zona urbană Qurm, provincia Bawshar⁠(d), guvernoratul Muscat, în nord-estul Omanului. Toponimicul „Qurm” provine de la cuvântul القرم (al-qurm), care este denumirea arabă a plantei Avicennia marina, specia dominantă a ecosistemului acestei zone. Înființată în 1975 printr-un decret al sultanului Qaboos bin Said,:1 rezervația se întinde pe o suprafață de aproximativ 172 ha în jurul estuarului și fostei delte a uedului Aday,:24 între coasta Golfului Oman și poalele munților Hajar⁠(d). Rezervația a fost desemnată ca arie specială aviafaunistică⁠(d) în 1994, iar 106,8 ha din cursul inferior au fost desemnate drept sit Ramsar⁠(d) la 19 aprilie 2013.
În interiorul rezervației (spre sud-est dinspre coastă) se află o zonă de litoral delimitată de dune. În amonte se întâlnesc aflorimente de rocă carstică. În zona de flux, apa dulce provenită din mai multe ueduri și din surse de apă subterană se amestecă cu apa sărată adusă de maree, formând un mediu polihalin⁠(d) care susține un nivel ridicat de biodiversitate. Regiunea este marcată de climat deșertic⁠(d) caracteristic Omanului, cu veri fierbinți și un nivel de evaporare care îl depășește pe cel de precipitații.:24–25

## Floră și faună
Pe dunele expuse litoralului crește Halopyrum mucronatum⁠(d); în locurile cu salinitate redusă este răspândită Sphaerocoma hookeri⁠(d), iar în cele cu salinitate ridicată – Suaeda fruticosa⁠(d), Cistanche phelypaea⁠(d) și Suaeda vermiculata⁠(d). Ravenele dintre dune prezintă comunități de Lotus garcinii⁠(d), Cyperus conglomeratus⁠(d) și Heliotropium ramosissimum⁠(d). Zonele inundate în timpul fluxului sunt dominate de Avicennia marina⁠(d), care formează mangrove dense. Solurile umede, nisipoase și saline amplasate cu o cotă mai sus de zonele inundate sunt populate de Suaeda aegyptiaca⁠(d), S. fruticosa, Cressa cretica⁠(d), Aeluropus lagopoides⁠(d), Halopeplis perfoliata⁠(d), Arthrocaulon macrostachyum⁠(d), Tetraena qatarensis⁠(d) și alte halofite⁠(d).:30,36–39
Pe câmpia de la cota următoare cresc arbori din speciile Vachellia tortilis⁠(d), Prosopis cineraria⁠(d), Ziziphus spina-christi⁠(d) și Vachellia flava⁠(d), precum și arbuștii Lycium shawii⁠(d) și Bassia muricata⁠(d).:31–34 Aceleași specii cresc și pe dealurile pietroase de la sudul și nord-estul rezervației – adăugător aici se mai află arbori Commiphora myrrha⁠(d), Grewia tenax⁠(d) și Ochradenus arabicus⁠(d), arbuști Euphorbia larica⁠(d), Cleome brachycarpa⁠(d), Cometes surattensis⁠(d), Leucas inflata⁠(d), Plocama hymenostephana⁠(d), Seddera latifolia⁠(d), Vernonia arabica⁠(d) și specia ierboasă Cenchrus pennisetiformis⁠(d). În capătul estic al rezervației se întinde o pădure de palmieri de finic amestecați cu vegetație sălbatică.:34
Fauna acvatică a zonei umede include crabi din următoarele specii: Gelasimus vocans⁠(d), Austrua lactea, Gelasimus tetragonon⁠(d), Scylla serrata⁠(d), Portunus pelagicus⁠(d), Callinectes sapidens, Thalamita sp.⁠(d), Grapsus tenuicrustatus⁠(d), Ashtoret lunaris⁠(d), Ocypode saratan⁠(d). Speciile de moluște includ Saccostrea cucullata⁠(d), care viețuiesc pe rădăcinile externe ale mangrovelor, și Terebralia palustris⁠(d), în noroiul dintre mangrove. Printre speciile de pești se numără Aphaniops dispar⁠(d), Terapon jarbua⁠(d), Gerres oyena⁠(d) și cei din ordinul Gobiiformes. Rezervația servește ca habitat pentru populațiile juvenile ale mugilidelor, Lutjanus lutjanus⁠(d), Alosidae⁠(d), carangidelor și sparidelor, precum și ale unor specii de creveți.:46–48 Așternutul de frunze căzute de sub mangrove este populat de specii detritivore⁠(d) marine.:37
În rezervație au fost documentate aproape două sute de specii de păsări, printre care Anarhynchus alexandrinus, Chroicocephalus ridibundus⁠(d), Sterna repressa⁠(d), Larus cachinnans, Calidris alpina, Limosa lapponica⁠(d), Phalacrocorax nigrogularis⁠(d), Phalacrocorax nigrogularis, Calidris minuta⁠(d), Arenaria interpres⁠(d), Chroicocephalus genei⁠(d). Fauna terestră include Vulpes vulpes arabica⁠(d) și Gerbillus nanus⁠(d). Se crede că și țestoasele marine au populat zona până la intensificarea activității antropice.:47–48

## Valoare de conservare
În rezervația naturală Qurm este luată sub protecție una dintre cele mai mari mangrove din ecoregiunea Golfului Oman, un biom cu o varietate mare de faună marină, terestră și aviară. Refluxul transportă spre mare plancton și detritus, furnizând hrană pentru ecosistemul marin din apele de coastă adiacente. Acest adaos de nutrienți crește productivitatea ecosistemului marin, susținând indirect populațiile de pești importante din punct de vedere comercial.:39 Oman este parte a coridorului migrațional Asia centrală – India al păsărilor migratoare, iar rezervația, ca și alte estuare din regiune, oferă un loc de popas pentru păsările de apă în timpul migrației lor.:39
Cercetările arheologice au găsit dovezi ale prezenței în acest teritoriu a oamenilor în epoca de piatră, aprox. mil. al IV-lea î.Hr., care recoltau stridii și scoici.:37